# Blepharella fallaciosa
Blepharella fallaciosa là một loài ruồi trong họ Tachinidae.